# Cal Carreter (Pontós)
Cal Carreter és una casa de Pontós (Alt Empordà) inclosa a l'Inventari del Patrimoni Arquitectònic de Catalunya.

## Descripció
Situada dins del nucli urbà de la població de Pontós, al bell mig del terme, al carrer de la Creu.
Edifici entre mitgeres de planta rectangular, amb la coberta de teula de dos vessants i distribuït en planta baixa i pis. Consta de tres crugies perpendiculars a la façana principal. Presenta un gran portal d'arc de mig punt adovellat, amb els brancals bastits amb carreus desbastats, tot en pedra calcària. Just al costat hi ha una porta d'accés a l'interior, oberta amb posterioritat. A banda i banda d'aquestes obertures hi ha dues finestres rectangulars emmarcades amb carreus ben escairats. La de migdia compta amb un arc de descàrrega a la part superior bastit en maons. Al pis destaquen tres finestres rectangulars amb els brancals bastits amb carreus escairats, les llindes planes i els ampits motllurats. Cal destacar l'obertura central, donat que presenta dues testes humanes esculpides (una masculina i l'altra femenina) aplicades als costats de la llinda. Estan bastides en pedra sorrenca.
La construcció està bastida en pedra sense treballar disposada irregularment i lligada amb abundant morter de calç, que alhora arrebossa bona part del parament. S'observen diverses refeccions fetes en maons. A les cantonades hi ha carreus de pedra desbastats.

## Història
Segons el fons documental del COAC es tracta d'una construcció dels segles XVI-XVII amb reformes posteriors on el baró de Creixell i més tard els Sagarriga hi cobraren els censos dels pagesos de Pontós.